# Punta de les Torres
La Punta de les Torres és una muntanya de 445 metres que es troba al municipi de Batea, a la comarca de la Terra Alta.